# Współstrącanie
Współstrącanie, koprecypitacja – proces polegający na wytrącaniu wraz z osadem oznaczanego makroskładnika związków, które w danych warunkach są rozpuszczalne w roztworze. Współstrącają się te związki, których iloczyny rozpuszczalności nie są przekroczone wskutek ich małego stężenia lub dużej rozpuszczalności.
Podczas współstrącania następuje zanieczyszczenie wytrącanego osadu. Współstrącanie może zachodzić w wyniku adsorpcji, okluzji, tworzenia kryształów mieszanych lub złożonych połączeń z innymi jonami obecnymi w roztworze oraz wytrącania następczego.